# Ebersdorf (Baixa Saxônia)
Ebersdorf é um município da Alemanha localizado no distrito de Rotenburg, estado da Baixa Saxônia.
Pertence ao Samtgemeinde de Geestequelle.